# Bezděkovští z Římku
Bezděkovští (Pekové) z Římku byli měšťanský erbovní, později vladycký, rod původem z Německa. 

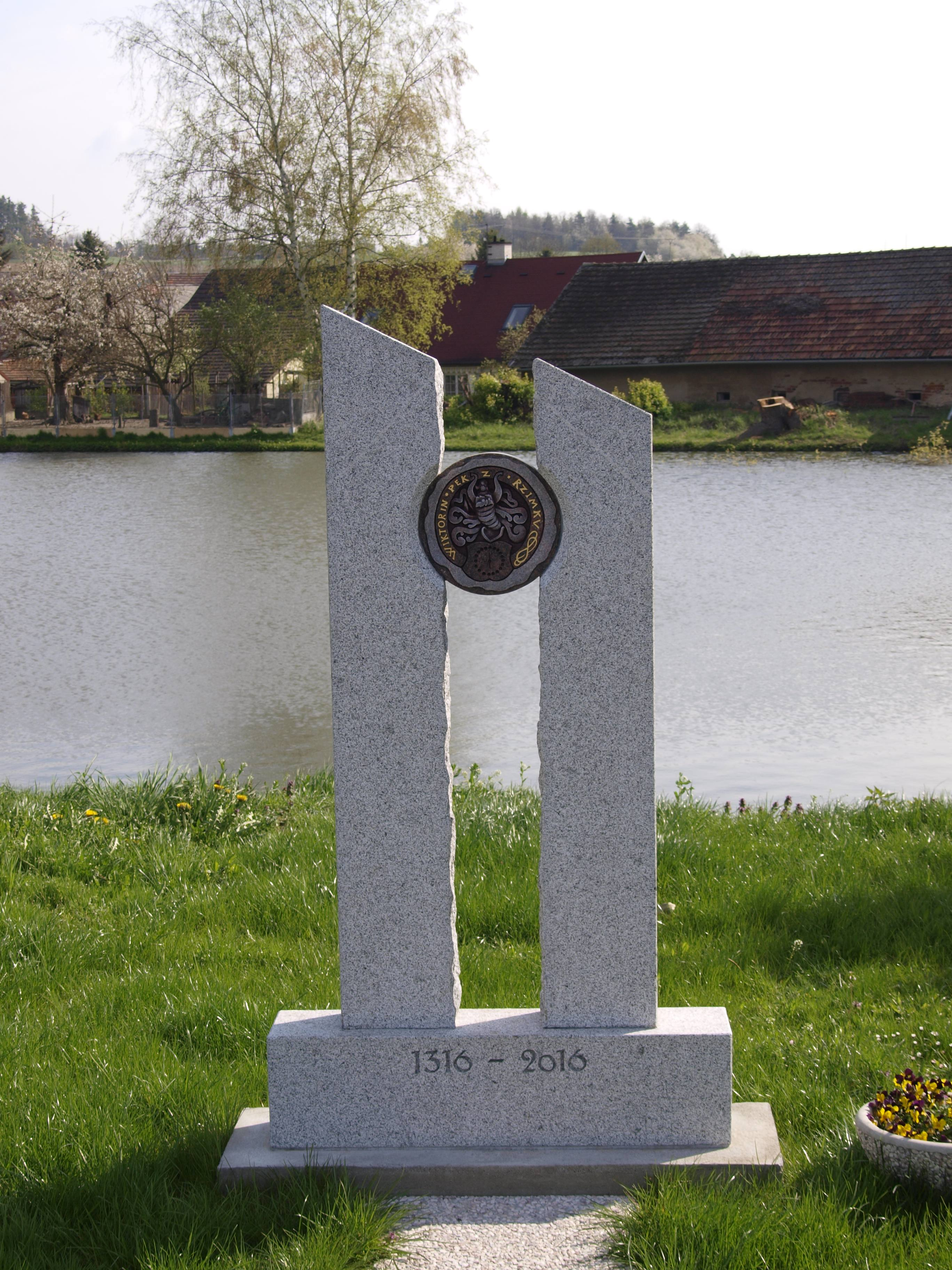
Pomník Viktorina Peka z Římku v obci Koryta

Jsou připomínáni na několika různých sídlech v západních Čechách. Počátkem 16. století jim bylo, císařem Maxmiliánem, uděleno právo psát se „z Římku“ – podle kopce u obce Bezděkov u Klatov. Klatovský měšťan Viktorin Pek zakoupil statek Bezděkov a v roce 1567 byl přijat do vladyckého stavu. Jeho potomci pak drželi Bezděkov a další statky na západě Čech (např. Slavošovice u Klatov). Jan Pek zdědil Bezděkov a v roce 1606 obdržel povolení psát se „Pek Bezděkovský z Římku“ a potvrzení erbu.

## Erb
V erbu měli původně ve zlato-černě štípeném štítě řetěz opačných barev, korunovanou turnajovou helmu s černo-zlatými přikryvadly a za klenot rostoucí ženskou postavu mezi párem buvolích rohů se sloními troubami. Na počátku 17. století si změnili erb tak, že ve štítu nosili zlato-černou krokev. Klenot zůstal původní.